# 八積站

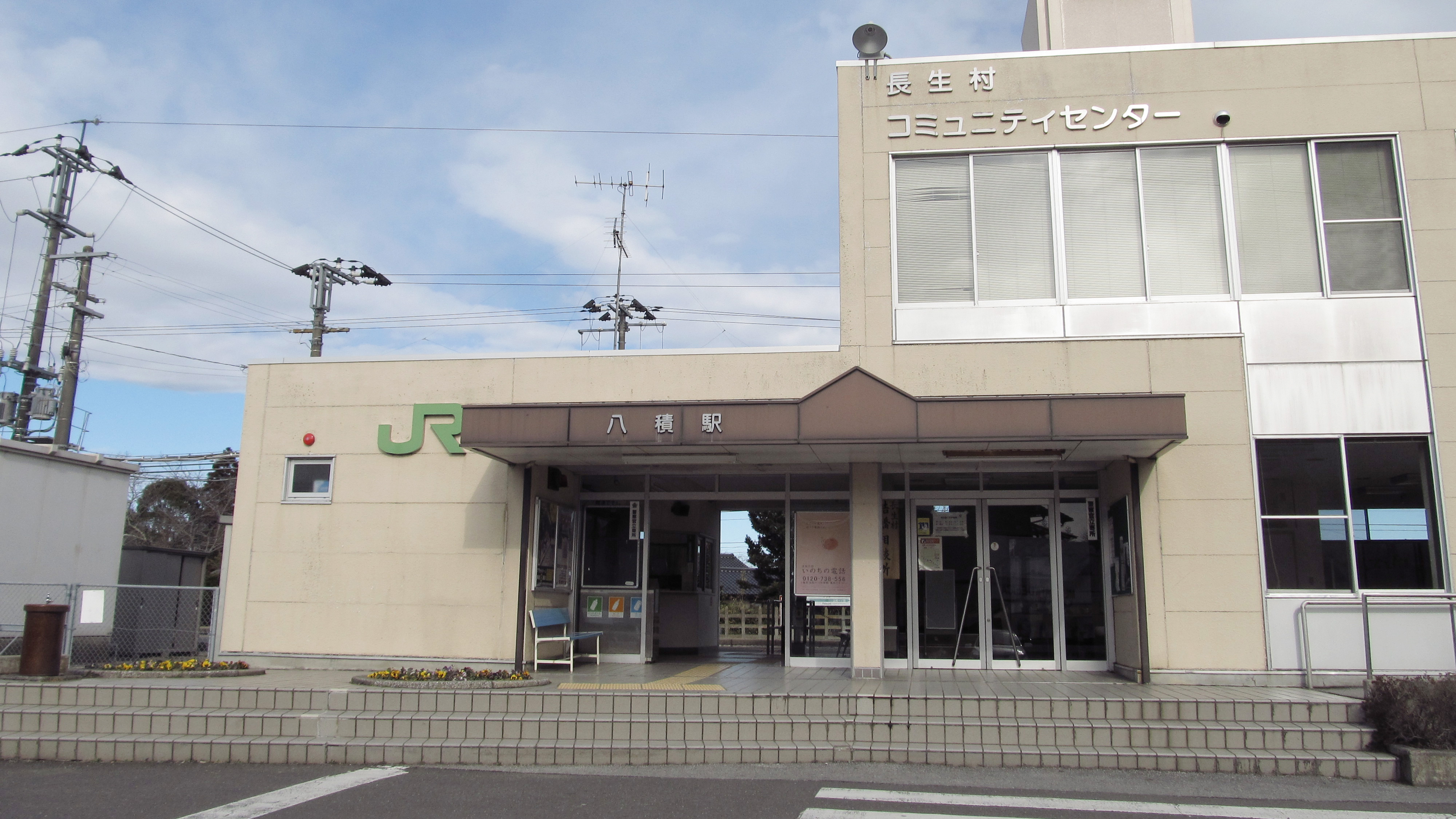
車站入口（2014年1月10日）

八積站（日语：／ Yatsumi eki */?）是位於千葉縣長生郡長生村岩沼822號，東日本旅客鐵道（JR東日本）的外房線車站。

## 歷史
- 1898年（明治31年）3月25日：房總鐵道岩沼站（日语：／）啟用[2]。為旅客和貨物起卸業務。
- 1907年（明治40年）9月1日：房鐵鐵道被國有化（日语：鉄道国有法），成為帝國鐵道廳車站[1]。
- 1915年（大正4年）3月11日：車站改名為八積站。
- 1987年（昭和62年）4月1日：伴隨國鐵分割民營化，車站由東日本旅客鐵道（JR東日本）營運[1]。
- 1988年（昭和63年）8月31日：新車站大樓落成，新大樓內設有社區中心[3]。
- 1992年（平成4年）：此站獲得「霞關大廈紀念獎」[4]。
- 2004年（平成16年）10月16日：此站可以使用IC卡「Suica」[5]。成為東京近郊區間區域內[5]。
- 2010年（平成22年）12月4日：日間直通至京葉線的快速列車開始停靠此站[6]。如此一來，E233系首次停靠此站。

## 車站構造
此站是地面車站，設有2面2線的相對式月台。兩月台之間設有跨線橋連接。JR在編排月台號碼上，一般靠近車站大樓一方的月台是1號月台，但是此站為例外，靠近車站大樓一方的月台（千葉方向）為2號月台，對面的月台是1號月台（安房鴨川方向）。
此站是由茂原站管理的業務委託車站，委托JR東日本車站服務負責車站業務。此站設有簡易Suica閘機、自動售票機和乘車站證明票發行機。
車站大樓內設有長生村社區中心。

### 月台

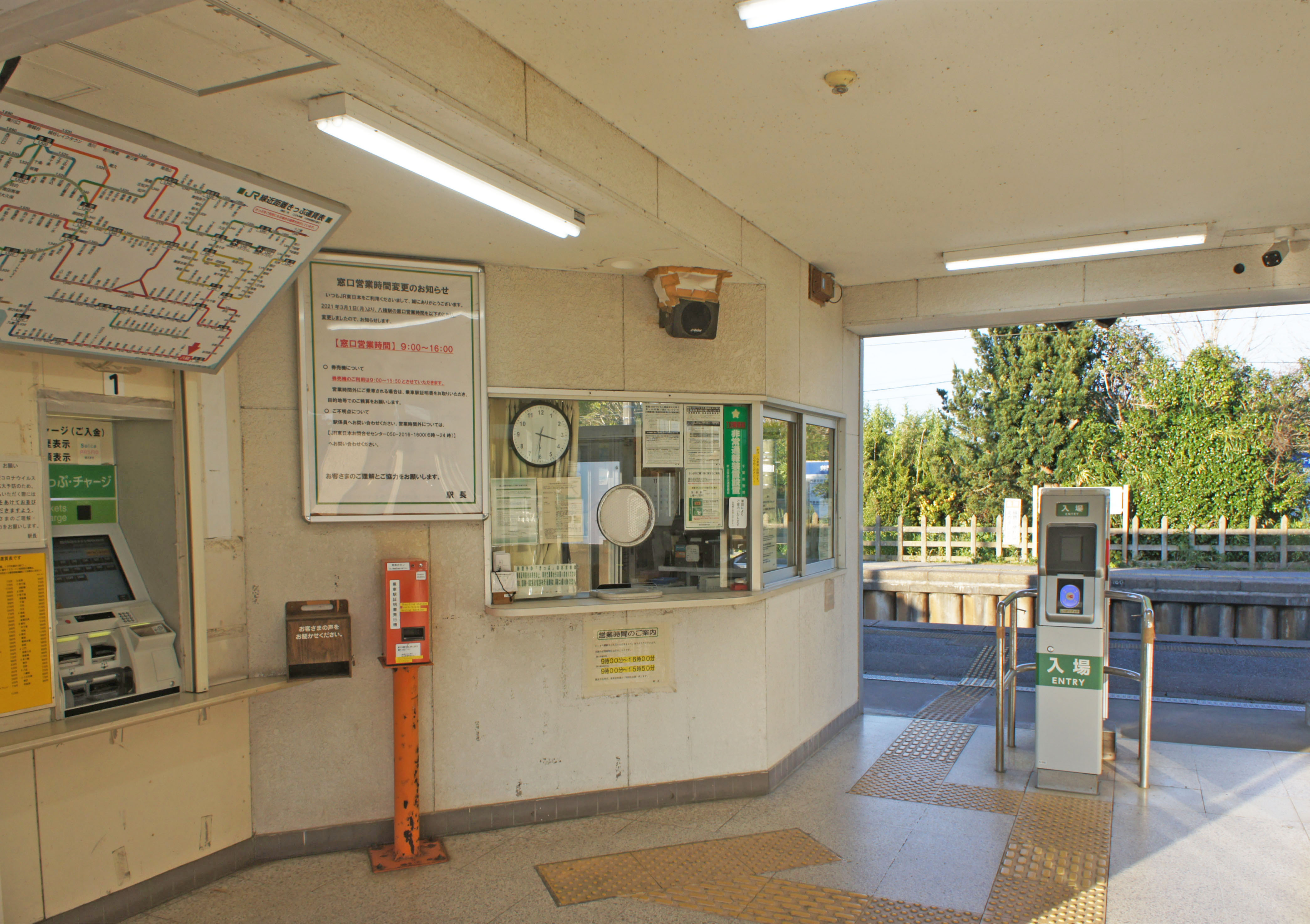
閘口（2021年11月）
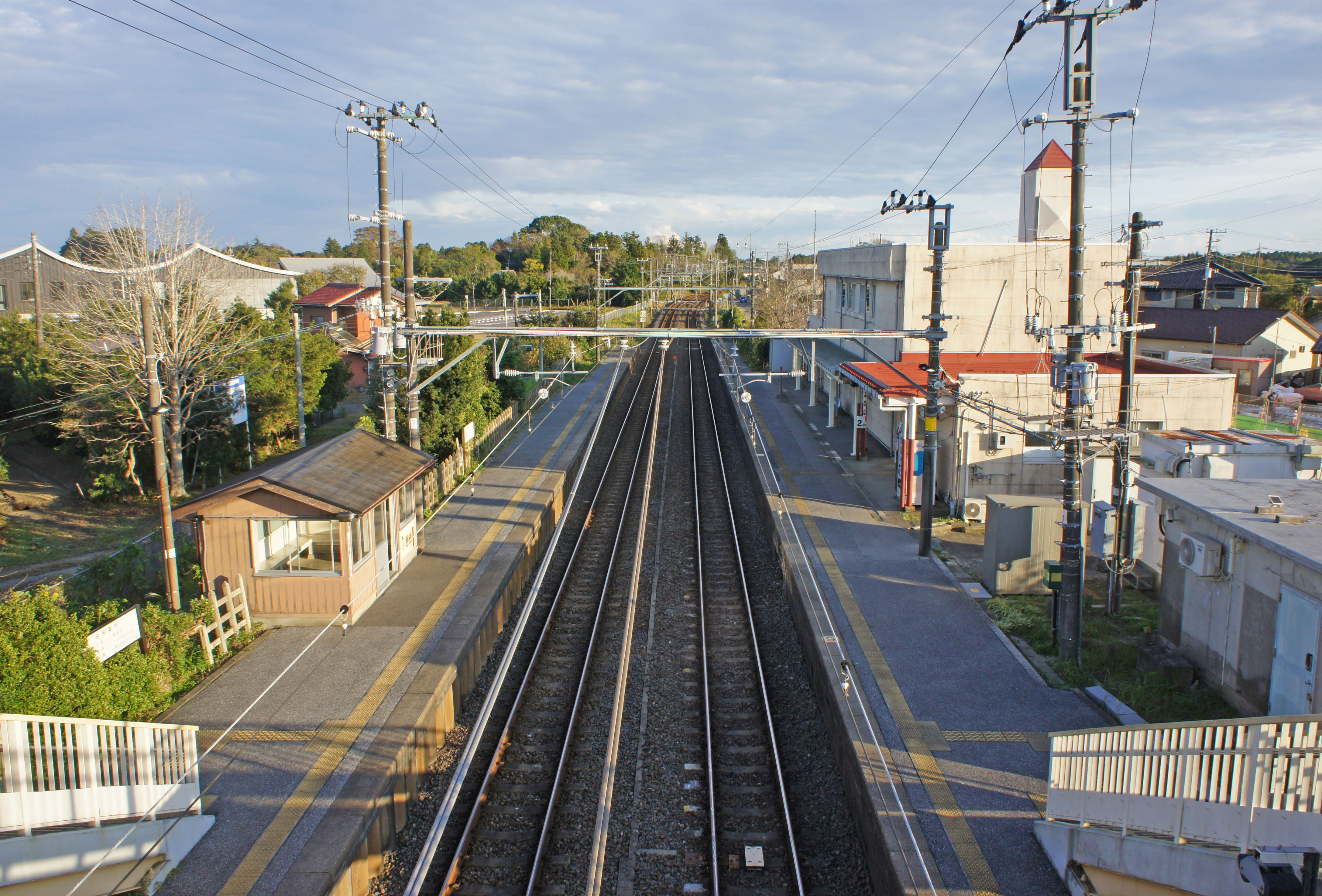
月台全景（2021年11月）

| 月台 | 路線    | 上下行 | 方向               |
| ---- | ------- | ------ | ------------------ |
| 1    | ■外房線 | 下行   | 勝浦、安房鴨川方向 |
| 2    | ■外房線 | 上行   | 千葉、東京方向     |

參考
- 月台可容納10卡車廂。

- 閘口（2021年11月）
- 月台全景（2021年11月）

## 使用狀況
在2019年（令和元年）度1日平均乘車人次為726人，以下為乘車人次變化列表：
| 乘車人次變化       | 乘車人次變化     | 乘車人次變化 |
| 年度               | 1日平均 乘車人次 | 參考資料     |
| ------------------ | ---------------- | ------------ |
| 1990年（平成02年） | 636              | [ * 1 ]      |
| 1991年（平成03年） | 681              | [ * 2 ]      |
| 1992年（平成04年） | 754              | [ * 3 ]      |
| 1993年（平成05年） | 784              | [ * 4 ]      |
| 1994年（平成06年） | 772              | [ * 5 ]      |
| 1995年（平成07年） | 786              | [ * 6 ]      |
| 1996年（平成08年） | 840              | [ * 7 ]      |
| 1997年（平成09年） | 808              | [ * 8 ]      |
| 1998年（平成10年） | 829              | [ * 9 ]      |
| 1999年（平成11年） | 852              | [ * 10 ]     |
| 2000年（平成12年） | 817              | [ * 11 ]     |
| 2001年（平成13年） | 819              | [ * 12 ]     |
| 2002年（平成14年） | 797              | [ * 13 ]     |
| 2003年（平成15年） | 797              | [ * 14 ]     |
| 2004年（平成16年） | 796              | [ * 15 ]     |
| 2005年（平成17年） | 807              | [ * 16 ]     |
| 2006年（平成18年） | 833              | [ * 17 ]     |
| 2007年（平成19年） | 844              | [ * 18 ]     |
| 2008年（平成20年） | 879              | [ * 19 ]     |
| 2009年（平成21年） | 857              | [ * 20 ]     |
| 2010年（平成22年） | 855              | [ * 21 ]     |
| 2011年（平成23年） | 878              | [ * 22 ]     |
| 2012年（平成24年） | 871              | [ * 23 ]     |
| 2013年（平成25年） | 854              | [ * 24 ]     |
| 2014年（平成26年） | 814              | [ * 25 ]     |
| 2015年（平成27年） | 804              | [ * 26 ]     |
| 2016年（平成28年） | 760              | [ * 27 ]     |
| 2017年（平成29年） | 757              | [ * 28 ]     |
| 2018年（平成30年） | 737              | [ * 29 ]     |
| 2019年（令和元年） | 726              |              |

## 車站周邊

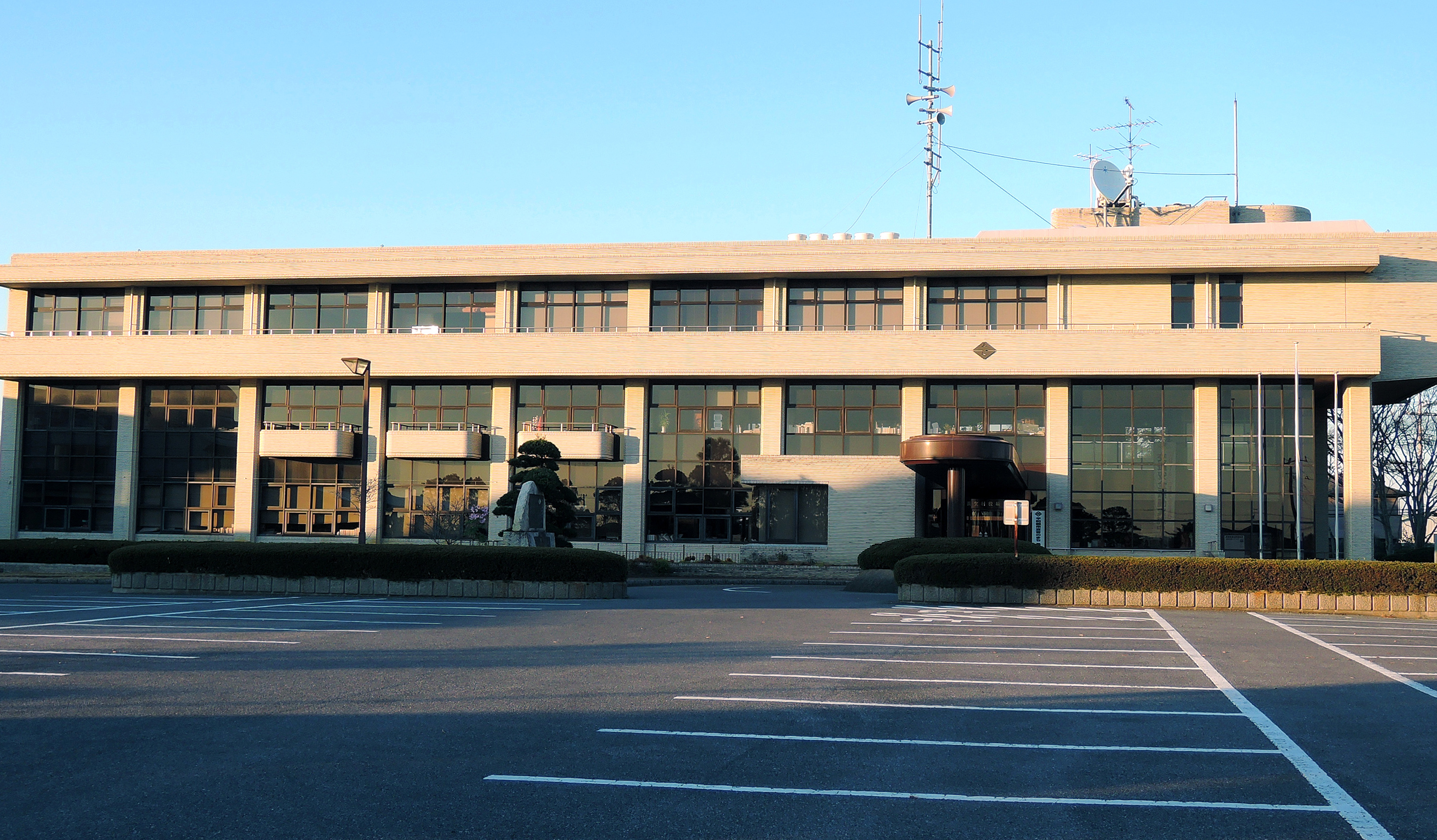
長生村公所

- 國道128號（日语：国道128号）（房總横斷道路）
- 千葉縣道123號一宮片貝線（日语：千葉県道123号一宮片貝線）
- 千葉縣道227號八積停車場線（日语：千葉県道227号八積停車場線）
- 千葉縣道293號茂原環狀線（日语：千葉県道293号茂原環状線）
- 長生村公所
- 長生村立八積保育所
- 長生村立八積小學（日语：長生村立八積小学校）
- 長生村立長生中學
- 長生郵局
- 長生村體育館
- 長生村運動場
- 長生村文化會館
- 長生村中央公民館
- 千葉縣農業綜合研究中心
- 千葉縣農業綜合研究中心種殖研究所
- 藪塚球技場
- 雙葉電子工業（日语：双葉電子工業）長生電子管工場
- 家居廣場NAFCO（日语：ナフコ (ホームセンター)）茂原長生店
- 京葉（日语：ケーヨーデイツー）長生店
- Beisia（日语：ベイシア）長生店
- K's電機（日语：ケーズホールディングス）長生店
- 米利Heart&Green（日语：コメリ）長生店

## 相鄰車站
東日本旅客鐵道（JR東日本）
■外房線
■通勤快速・■快速（除了日間時段以外，途經京葉線）、■快速（途經總武線）
通過
■快速（日間時段，途經京葉線）、■普通（各站停車）
茂原－八積－上總一之宮

## 注腳

### 使用狀況
1. ↑  千葉縣統計年鑑 （页面存档备份，存于）（日語） - 千葉縣

JR東日本2000年度以後的乘車人次
1. ↑  各駅の乗車人員（2000年度） （页面存档备份，存于）（日語） - JR東日本
2. ↑  各駅の乗車人員（2001年度） （页面存档备份，存于）（日語） - JR東日本
3. ↑  各駅の乗車人員（2002年度） （页面存档备份，存于）（日語） - JR東日本
4. ↑  各駅の乗車人員（2003年度） （页面存档备份，存于）（日語） - JR東日本
5. ↑  各駅の乗車人員（2004年度） （页面存档备份，存于）（日語） - JR東日本
6. ↑  各駅の乗車人員（2005年度） （页面存档备份，存于）（日語） - JR東日本
7. ↑  各駅の乗車人員（2006年度） （页面存档备份，存于）（日語） - JR東日本
8. ↑  各駅の乗車人員（2007年度） （页面存档备份，存于）（日語） - JR東日本
9. ↑  各駅の乗車人員（2008年度） （页面存档备份，存于）（日語） - JR東日本
10. ↑  各駅の乗車人員（2009年度） （页面存档备份，存于）（日語） - JR東日本
11. ↑  各駅の乗車人員（2010年度） （页面存档备份，存于）（日語） - JR東日本
12. ↑  各駅の乗車人員（2011年度） （页面存档备份，存于）（日語） - JR東日本
13. ↑  各駅の乗車人員（2012年度） （页面存档备份，存于）（日語） - JR東日本
14. ↑  各駅の乗車人員（2013年度） （页面存档备份，存于）（日語） - JR東日本
15. ↑  各駅の乗車人員（2014年度） （页面存档备份，存于）（日語） - JR東日本
16. ↑  各駅の乗車人員（2015年度） （页面存档备份，存于）（日語） - JR東日本
17. ↑  各駅の乗車人員（2016年度） （页面存档备份，存于）（日語） - JR東日本
18. ↑  各駅の乗車人員（2017年度） （页面存档备份，存于）（日語） - JR東日本
19. ↑  各駅の乗車人員（2018年度） （页面存档备份，存于）（日語） - JR東日本
20. ↑  各駅の乗車人員（2019年度） （页面存档备份，存于）（日語） - JR東日本

千葉縣統計年鑑
1. ↑  千葉縣統計年鑑（平成3年） （页面存档备份，存于）（日語）
2. ↑  千葉縣統計年鑑（平成4年） （页面存档备份，存于）（日語）
3. ↑  千葉縣統計年鑑（平成5年） （页面存档备份，存于）（日語）
4. ↑  千葉縣統計年鑑（平成6年） （页面存档备份，存于）（日語）
5. ↑  千葉縣統計年鑑（平成7年） （页面存档备份，存于）（日語）
6. ↑  千葉縣統計年鑑（平成8年） （页面存档备份，存于）（日語）
7. ↑  千葉縣統計年鑑（平成9年） （页面存档备份，存于）（日語）
8. ↑  千葉縣統計年鑑（平成10年） （页面存档备份，存于）（日語）
9. ↑  千葉縣統計年鑑（平成11年） （页面存档备份，存于）（日語）
10. ↑  千葉縣統計年鑑（平成12年） （页面存档备份，存于）（日語）
11. ↑  千葉縣統計年鑑（平成13年） （页面存档备份，存于）（日語）
12. ↑  千葉縣統計年鑑（平成14年） （页面存档备份，存于）（日語）
13. ↑  千葉縣統計年鑑（平成15年） （页面存档备份，存于）（日語）
14. ↑  千葉縣統計年鑑（平成16年） （页面存档备份，存于）（日語）
15. ↑  千葉縣統計年鑑（平成17年） （页面存档备份，存于）（日語）
16. ↑  千葉縣統計年鑑（平成18年） （页面存档备份，存于）（日語）
17. ↑  千葉縣統計年鑑（平成19年） （页面存档备份，存于）（日語）
18. ↑  千葉縣統計年鑑（平成20年） （页面存档备份，存于）（日語）
19. ↑  千葉縣統計年鑑（平成21年） （页面存档备份，存于）（日語）
20. ↑  千葉縣統計年鑑（平成22年） （页面存档备份，存于）（日語）
21. ↑  千葉縣統計年鑑（平成23年） （页面存档备份，存于）（日語）
22. ↑  千葉縣統計年鑑（平成24年） （页面存档备份，存于）（日語）
23. ↑  千葉縣統計年鑑（平成25年） （页面存档备份，存于）（日語）
24. ↑  千葉縣統計年鑑（平成26年） （页面存档备份，存于）（日語）
25. ↑  千葉縣統計年鑑（平成27年） （页面存档备份，存于）（日語）
26. ↑  千葉縣統計年鑑（平成28年） （页面存档备份，存于）（日語）
27. ↑  千葉縣統計年鑑（平成29年） （页面存档备份，存于）（日語）
28. ↑  千葉縣統計年鑑（平成30年） （页面存档备份，存于）（日語）
29. ↑  千葉縣統計年鑑（令和元年） （页面存档备份，存于）（日語）

## 外部連結
- 車站資訊（八積）：東日本旅客鐵道（日語）